# Стремницка
Стремницка је југословенски телевизијски драма из 1989. године. Режирао га је Миленко Маричић, а сценарио је написала Драгана Алексић.